# Laiterie de Coaticook
Pour les articles homonymes, voir Coaticook.
La Laiterie de Coaticook est une entreprise fondée en 1940 à Coaticook, Québec, Canada. Cette laiterie se spécialise notamment dans la production de crème glacée.

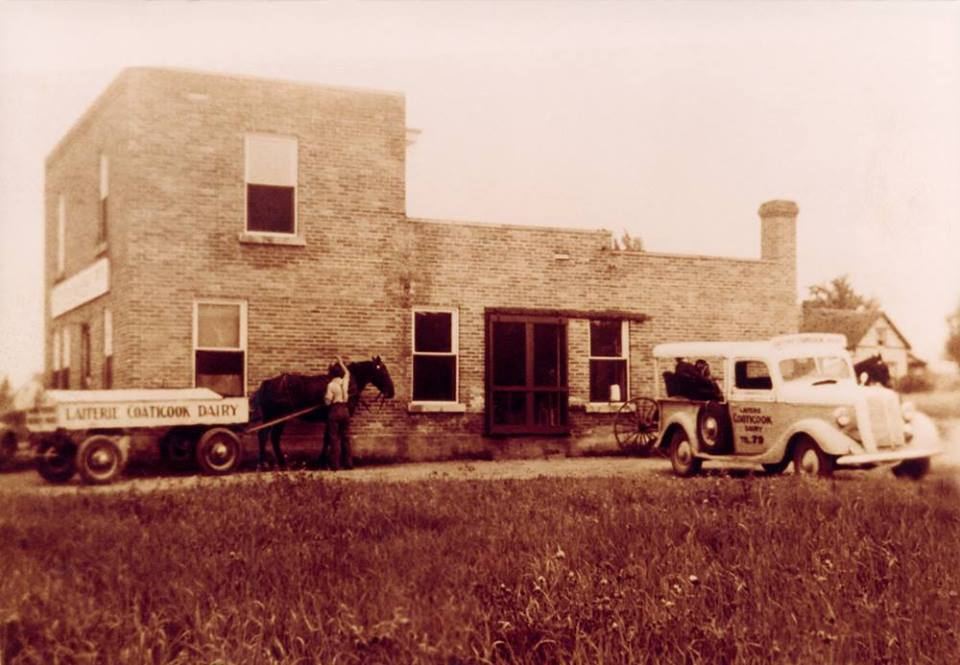
La laiterie de Coaticook vers 1942

## Histoire
La Laiterie de Coaticook Ltée est fondée en 1940 par Arthur Bédard, Arthur St-Cyr et Henri Gérin. Le lait, le lait au chocolat et la crème sont les produits préparés par la compagnie. Le produit qui fera la renommée de l'entreprise, la crème glacée Coaticook, est introduit dès 1942.
Dans la seconde moitié des années 1970, la compagnie cesse la production de lait et de crème, pour se concentrer uniquement sur sa crème glacée.
Aujourd'hui, la Laiterie de Coaticook a ajouté à sa gamme de produits du fromage, notamment du fromage de chèvre, du lait glacé à l'ancienne et des friandises glacées telles des sundaes. La bûche de Noël Coaticook est également un produit réputé durant la saison des Fêtes. La crème glacée représente environ 75 % des activités de la compagnie.
En 2022, afin d'apporter un soutien financier à la Fondation du CHUS, la Laiterie de Coaticook s'est mise à vendre des boxers à l'emblème de la laiterie où tous les profits accumulés grâce aux ventes sont versés à la Fondation du CHUS.
Au cours des dernières années, l’entreprise connaît également une croissance sur le plan de l’emploi, avec environ 150 travailleurs engagés durant la période estivale. Par ailleurs, une partie de sa production commence à être exportée vers l’Europe, notamment en France et en Allemagne.

## La laiterie
L'entreprise, parmi les plus connues de la région de l'Estrie, a toujours été sise dans la ville de Coaticook. En 2004, elle a déménagé ses locaux dans un emplacement plus vaste situé au 1000, rue Child, à Coaticook. Ce qui lui permet d'opérer un des plus gros bars laitiers de la province.
Les propriétaires de Laiterie de Coaticook Ltée sont Johanne et Jean Provencher, et ce depuis qu'ils en ont fait l'acquisition en 1989. Jean Provencher, qui a commencé à travailler à la laiterie à l'âge de 10 ans, est le fils d'Émile Provencher, copropriétaire de la laiterie de 1974 à 1989. En 2007, le chiffre d'affaires de l'entreprise oscille entre 10 et 20 millions de dollars. Elle possède 10 % du marché québécois. En 2012, la production est estimée à environ 90 000 L par jour.

## Crème glacée

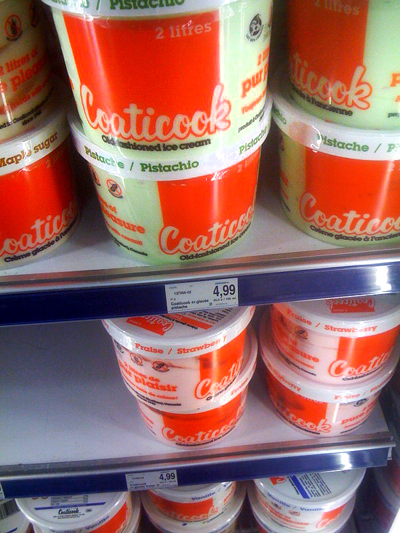
De la crème glacée Coaticook dans le réfrigérateur d'un supermarché.

En date de 2020, les variétés de crème glacée suivantes sont produites et vendues par Coaticook : 
| - Chocolat - Double chocolat - Morceaux de chocolat - Menthe et morceaux de chocolat - Fudge - Vanille - Sucre d'érable - Marbrée au caramel écossais - Framboise - Brisures de chocolat |  | - Double fraise - Double bleuet - Orange - Cerise noire - Gâteau au fromage et cerises - Érable et noix - Pistache - Marbrée au fudge - Napolitaine |

Un format de 1.5 litre est aussi disponible. 4 saveurs sont offertes :
- Tire et pépites d'érable
- Pacanes, choco, double caramel
- Cerises, choco amarretto
- Mokaramel

De plus, les variétés suivantes sont disponibles uniquement en contenant de 11,4 litres (3 gallons) :
- Crème framboise
- Banane
- Biscuit et crème
- Gomme balloune
- Tire et pépites d'érable
- Chocolat caramel
- Ribambelle
- Ananas, coco
- Amandes, triple chocolat
- Brisures de chocolat, fudge et pâte à biscuit.
- Praline & crème
- Double caramel
- Caramel salé
- Double choco brownies
- Brioche à la cannelle
- Rhum & raisins
- Barbe à papa

Enfin, un mélange de crème glacée molle à la vanille ou au chocolat est produit et vendu par la Laiterie. Une nouvelle saveur hebdomadaire de crème glacée molle est disponible en saison estivale.
De plus, la crème glacée Coaticook présente un choix pour les personnes allergiques aux arachides par ses contrôles rigoureux.